# Anto Đapić
Anto Đapić (* 22. August 1958 in Čaprazije) ist ein kroatischer Rechts-Politiker und Ehrenvorsitzender der Kroatischen Partei des Rechts (HSP).
Đapić wurde in Čaprazije, nahe Livno im westlichen Bosnien geboren. Sein Vater und sein Großvater gingen 1962 als Gastarbeiter nach Deutschland. Seine Mutter starb bei einem Autounfall, als er noch ein Jugendlicher war.
Seine ersten politischen Erfolge erzielte er 1991, als er die HSP mit der GTTZ fusionierte.
Im Kroatienkrieg war er für kurze Zeit ein Kommandant der HOS (Hrvatske obrambene snage, Kroatische Verteidigungskräfte).
Im Mai 2001 wurde er mit 43,01 Prozent der Stimmen Bürgermeister von Osijek, was er bis 2009 blieb.